# Abu Bakr al-Bagdadi
Ibrahim ibn Auad ibn Ibrahim ibn Ali ibn Muhamad al-Badri al-Samarai (arabă إبراهيم ابن عواد ابن إبراهيم ابن علي ابن محمد البدري السامرائي), cunoscut anterior și sub numele de Dr. Ibrahim sau Abu Du'a (أبو دعاء), cel mai cunoscut sub numele de război Abu Bakr al-Bagdadi (أبو بكر البغدادي), și, într-o încercare de a pretinde ca este un descendent al profetului Mahomed, mai recent cunoscut ca Abu Bakr Al-Bagdadi al-Huseini al-Qurași (أبو بكر البغدادي الحسيني الهاشمي القرشي) și acum, ca Amir al-Mu'minin Calif Ibrahim (أمير المؤمنين الخليفة إبراهيم), a fost numit Calif (șef de stat și monarh absolut teocratic) al statului islamic auto-proclamat situat în vestul Irakului și estul Siriei. El a fost conducător al Statului Islamic din Irak și Levant (SIIL), alternativ tradus ca Statul Islamic în Irak și Siria (SIIS).
La 4 octombrie 2011, Departamentul de Stat ale S.U.A. l-a listat pe al-Bagdadi ca un terorist global special desemnat și a anunțat o recompensă de până la 10 milioane $ americani pentru informații care duc la capturarea sau moartea sa. Doar pe numele lui Ayman al-Zauahiri, șeful la nivel mondial al organizației al-Qaeda, există o recompensă mai mare (25 de milioane de US$). Pe 29 iunie 2015 a fost numit calif al Statului Islamic (Daeș).
În ciuda atacurilor armatelor rusă și irakiană în 2017, cu intenția de exterminare a lui, califul a supraviețuit și a umblat pe ascuns undeva în răsăritul Siriei, în puținele zone controlate încă de Daeș. 

## Moartea
În noaptea de 26-27 octombrie 2019, în urma unui raid efectuat în nord-vestul Siriei, de către forțele speciale americane, Abu Bakr al-Bagdadi și-a detonat vesta cu explozibil pe care o avea asupra sa. Președintele Donald Trump a afirmat că imobilul în care se ascundea al-Bagdadi fusese curățat, unii din oamenii săi fiind omorâți, alții capturați. Acesta a mai precizat faptul că militarii americani l-au încercuit pe al-Bagdadi.
Succesorul lui al-Bagdadi e Abu Ibrahim al-Hașimi al-Qurași. 